# Madrid Open 2022
Madrid Open 2022 (sponsorizat de Mutua) a fost un turneu profesionist de tenis care s-a jucat pe terenuri cu zgură, în aer liber, la Caja Mágica din Madrid, Spania. A fost cea de-a 13-a ediție în WTA Tour și cea de-a 20-a ediție în ATP Tour. A fost clasificat un turneu de nivel WTA 1000 în sezonul WTA Tour 2022 și un turneu de nivel ATP 1000 în sezonul ATP Tour 2022.

## Campioni

### Simplu masculin
Pentru mai multe informații consultați Madrid Open 2022 – Simplu masculin

### Simplu feminin
Pentru mai multe informații consultați Madrid Open 2022 – Simplu feminin

### Dublu masculin
Pentru mai multe informații consultați Madrid Open 2022 – Dublu masculin

### Dublu feminin
Pentru mai multe informații consultați Madrid Open 2022 – Dublu feminin

## Puncte și premii în bani

### Distribuția punctelor
| Probă           | C    | F   | SF  | QF  | R16 | R32 | R64 | R128 | Q   | Q2  | Q1  |
| Simplu masculin | 1000 | 600 | 360 | 180 | 90  | 45  | 25* | 10   | 16  | 8   | 0   |
| Dublu masculin  | 1000 | 600 | 360 | 180 | 90  | 0   | N/A | N/A  | N/A | N/A | N/A |
| Simplu feminin  | 1000 | 650 | 390 | 215 | 120 | 65  | 35* | 10   | 30  | 20  | 2   |
| Dublu feminin   | 1000 | 650 | 390 | 215 | 120 | 10  | N/A | N/A  | N/A | N/A | N/A |

### Premii în bani
Premiile totale în bani se ridică la suma de 13.151.120 €, ceea ce reprezintă o creștere de 151,5% față de ediția din 2021.
| Probă           | C          | F        | SF       | QF       | R16     | R32     | R64     | Q2     | Q1     |
| Simplu masculin | €1,041,570 | €568,790 | €311,025 | €169,650 | €90,745 | €45,095 | €22,000 | €8,054 | €4,220 |
| Simplu feminin  | €1,041,570 | €568,790 | €311,025 | €169,650 | €90,745 | €45,095 | €22,000 | €8,054 | €4,220 |
| Dublu masculin* | €319,570   | €173,600 | €95,350  | €52,610  | €28,930 | €15,780 | N/A     | N/A    | N/A    |
| Dublu feminin*  | €319,570   | €173,600 | €95,350  | €52,610  | €28,930 | €15,780 | N/A     | N/A    | N/A    |

*per echipă